# República de Kugelmugel

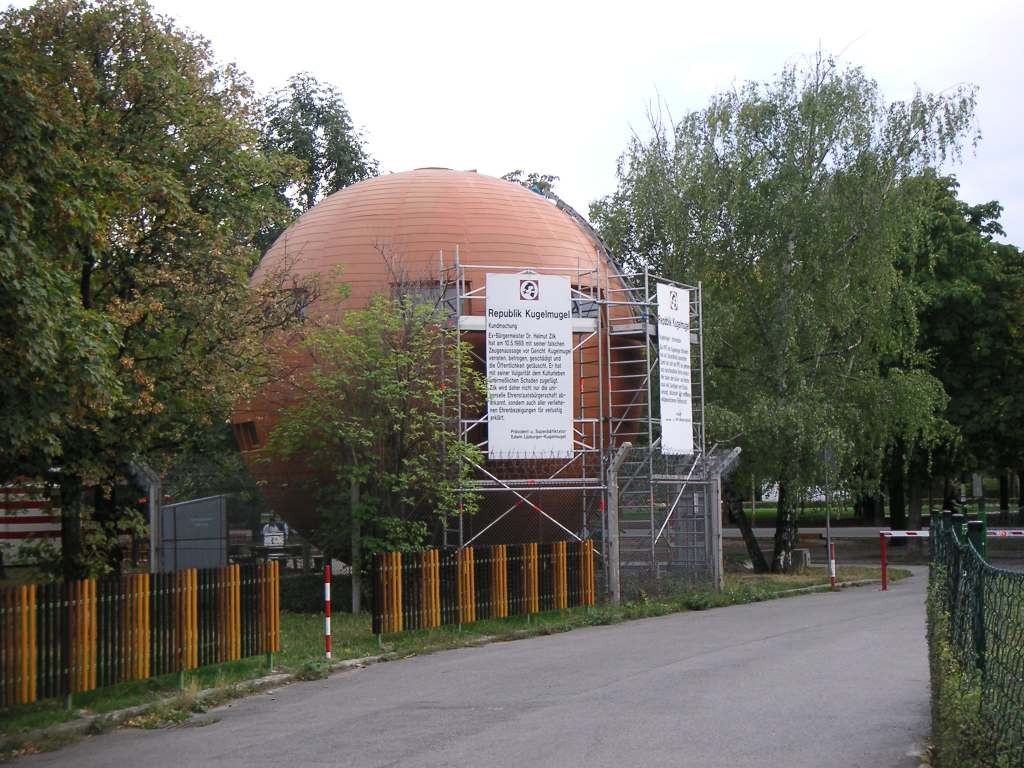

Kugelmugel (campo esférico en alemán) es una micronación en Viena, Austria.
Localizada en el Prater vienés, la República de Kugelmugel se declaró independiente en 1984, después de la disputa entre el artista Edwin Lipburger y las autoridades austriacas sobre su permiso para la construcción de una casa de forma esférica. La casa está rodeada de una alambrada que marca los límites de Kugelmugel. Su dirección es «2. Antifaschismusplatz» (2.º distrito de Viena, Plaza del Antifascismo 2), y el fundador es uno de los 389 ciudadanos. Lipburger se negó a pagar impuestos al gobierno austriaco y comenzó a imprimir sus propios sellos, por lo que fue condenado a prisión, pero el presidente de Austria le concedió el perdón presidencial y lo dejó en libertad. Kugelmugel se ha transformado en una atracción turística en Viena por su historia y arquitectura únicas.